# Julie Leonardsson
Julie Håkan Leonardsson, tidigare Lars Håkan Leonardsson, född 12 november 1943 i Smedjebacken, är en svensk satirtecknare, illustratör och konstnär bosatt i Kopparberg. Han har ofta medverkat i Dagens Arbete och annan svensk press.

## Biografi
Julie Håkan Leonardssons far Gustav Leonardsson arbetade som snickare men var även en skicklig tecknare. På 1930-talet vann han en teckningstävling i Dagens Nyheter. Priset, en konstkurs, krävde dock att han själv också skulle ställa upp med pengar och det hade den fattiga arbetarfamiljen inte råd med. Han omkom senare i en arbetsplatsolycka när sonen Håkan var fyra år gammal.
Sonen Julie visade tidigt talang och intresse för teckning. Signaturen Rit-Ola, Erik Hermansson och Bertil Almqvist blev idoler och mot slutet av 1950-talet även Ewert Karlsson, EWK. Liksom sina idoler ville Julie också bli tidningstecknare. Han mor tyckte dock att det var mera förnuftigt att satsa på teknisk ritning och anmälde honom till en sådan utbildning i Falun. Efter utbildningen fick han arbete som maskinritare, ett arbete som han vantrivdes med.
1965 antogs Julie Leonardsson på Grundskolan för konstnärlig utbildning i Stockholm, ”Grundis”, en förberedande konstskola för dem som ville gå på Konstfack. Efter ”Grundis” fick han en del reklamjobb, vikarierade som lärare men arbetade också som inredningssnickare. 1972 kom han in på Konstfack.
Julie Leonardsson medverkade när ABF och LO tog 1994 emot en delegation från den amerikanska arbetarrörelsen. Bland gästerna fanns den politiska aktivisten, sångerskan och juristen Anne Feeney. Leonardsson och Feeney blev ett par och gifte sig 2002. De bodde växelvis i Pittsburgh och Smedjebacken. Anne Feeney dog 2021.

### Namnet "Julie"
”Julie” var från början ett öknamn som hans kamrater kallade honom för att retas. Det kommer från låten Oh Julie med det amerikanska rockbandet The Crescendos, en 1950-talslåt som han hatade. Med tiden kom han dock att gilla namnet och antog det formellt samtidigt som han strök namnet Lars.

## Satirtecknare, illustratör och författare
Redan som barn ritade Julie Leonardsson karikatyrer. Han blev tidigt politiskt intresserad och när vänstervågen kom i slutet av 1960-talet gjorde han teckningar för Förbundet Kommunists tidning Arbetarkamp, fast han var själv med i SSU. På Konstfack medverkade han i de serietidningar som eleverna gjorde. När de borgerliga partierna vann riksdagsvalet 1976 gjorde han en satirisk teckning som Aftonbladet köpte och därefter har hans bilder – oftast med ett tydligt vänsterperspektiv – publicerats i många tidningar, i Dagens Arbete regelbundet i mer än trettio år. Han beskriver sin stil som påverkad av Prins Valiant, Mad-tecknarna och Will Eisners serie Spirit.
Julie Leonardsson har illustrerat böcker, mest barnböcker men också en vuxenbok. Boken I själva verket (1986) är resultatet av ett samarbete med författaren Torgny Karnstedt. När Fagertsta Stainless stålverk 2 skulle läggas ner 1985 fick paret Leonardsson/Karnstedt tillfälle att dokumentera de hundra sista dagarna på plats med intervjuer, teckningar och målningar. Bilderna visades också i en vandringsutställning i Fagersta och andra orter.
Leonardsson har varit trogen sin födelseort Smedjebacken i många år även om han i perioder bott på andra orter. Han har forskat i bygdens historia och skrivit artiklar i hembygdsföreningens skrift Bärkebygd och om konstnären Johan Ahlbäck i Minnet av vår framtid (2002), en minnesskrift om Metallavdelningen i Smedjebacken.

## Priser och stipendier
- 1986: LO:s kulturstipendium.[13]
- 2004: Smedjebackens kommuns kulturpris[14]
- 2015: Fackförbundet Byggnads kulturstipendium.[15]
- 2022: EWK-priset.[6]